# Deutsche Fechtmeisterschaften 1966
Bei den Deutschen Fechtmeisterschaften 1966 wurden Einzel- und Mannschaftswettbewerbe in den Disziplinen Herrendegen, Herrensäbel und Herrenflorett ausgetragen. Bei den Damen wurde nur Florett gefochten. Die Meisterschaften wurden vom Deutschen Fechter-Bund organisiert.

## Herren

### Florett (Einzel)
| Platz | Sportler            | Verein   |
| ----- | ------------------- | -------- |
| 1     | Jürgen Theuerkauff  | OFC Bonn |
| 2     | Friedrich Wessel    | OFC Bonn |
| 3     | Wilfried Wolfgarten | OFC Bonn |

### Florett (Mannschaft)
| Platz | Verein                 | Sportler |
| ----- | ---------------------- | -------- |
| 1     | OFC Bonn               |          |
| 2     | TSV Tauberbischofsheim |          |
| 3     | SC Rei Koblenz         |          |

### Degen (Einzel)
| Platz | Sportler         | Verein          |
| ----- | ---------------- | --------------- |
| 1     | Dieter Jung      | SC Würzburg     |
| 2     | Franz Rompza     | Heidenheimer SB |
| 3     | Fritz Zimmermann | DFC Düsseldorf  |

### Degen (Mannschaft)
| Platz | Verein         | Sportler |
| ----- | -------------- | -------- |
| 1     | OFC Bonn       |          |
| 2     | DFC Düsseldorf |          |
| 3     | SC Rei Koblenz |          |

### Säbel (Einzel)
| Platz | Sportler           | Verein             |
| ----- | ------------------ | ------------------ |
| 1     | Paul Wischeidt     | TSV Bayer Dormagen |
| 2     | Jürgen Theuerkauff | OFC Bonn           |
| 3     | Klaus Allisat      | SC Rei Koblenz     |

### Säbel (Mannschaft)
| Platz | Verein         | Sportler |
| ----- | -------------- | -------- |
| 1     | OFC Bonn       |          |
| 2     | SC Rei Koblenz |          |
| 3     | FSG Iserlohn   |          |

## Damen

### Florett (Einzel)
| Platz | Sportler     | Verein                |
| ----- | ------------ | --------------------- |
| 1     | Heidi Schmid | TSV Schwaben Augsburg |
| 2     | Helga Mees   | TB Saarbrücken        |
| 3     | Monika Pulch | SC Rei Koblenz        |

### Florett (Mannschaft)
| Platz | Verein         | Sportler |
| ----- | -------------- | -------- |
| 1     | OFC Bonn       |          |
| 2     | Kölner FK      |          |
| 3     | SC Rei Koblenz |          |